# Wilhelminapolder (Biervliet)
De Wilhelminapolder is een polder tussen Biervliet en Hoofdplaat, behorende tot de Polders rond Biervliet, in de Nederlandse provincie Zeeland. 
De polder omvatte een bedijking van de schor ten noorden van de Sint Pieterspolder en de Helenapolder, die voltooid werd in 1776 en waarbij een zeer langgerekte polder van 313 ha ontstond. Uiteraard is deze polder niet naar koningin Wilhelmina vernoemd, maar naar Wilhelmina van Pruisen, de echtgenote van stadhouder Willem V van Oranje-Nassau.
In het noordwesten van de polder ligt de buurtschap Roodenhoek, en de polder wordt begrensd door de 3e Zachariasweg, de Pietersdijk, de Zuid Lange Weg, de Schenkeldijk, de Konijnenbergweg, de Nummer Zevenweg en de Wilhelminadijk.
In het uiterste oosten van de polder ligt het Uitwateringskanaal Nol Zeven. Dit deel van de polder behoort bij de gemeente Terneuzen. Het overgrote deel van de polder behoort echter bij de gemeente Sluis.